# Edward Colman
Edward Colman o Coleman (Suffolk, 17 de mayo de 1636 - Westminster, 3 de diciembre de 1678) fue un cortesano católico inglés bajo Carlos II de Inglaterra. Fue ahorcado, arrastrado y descuartizado por un cargo de traición, habiendo sido implicado por Titus Oates en sus falsas acusaciones sobre un complot papista. Es un mártir católico, beatificado por el Papa Pío XI en 1929.

## Biografía
Nació en Brent Eleigh, Suffolk, hijo del vicario local Thomas Colman y su esposa Margaret Wilson; era primo del diputado de Salisbury, Richard Colman. Asistió al Trinity College de Cambridge, donde recibió una maestría en 1659. Colman, quien había sido criado como un puritano estricto, se convirtió al catolicismo romano a principios de la década de 1660. Se le ha descrito como un hombre de considerable encanto y habilidad, pero falto de sentido común o realismo político. Sir Robert Southwell, que lo conocía bien, lo llamó "un hombre que debe correr hacia las zarzas". Estaba casado: su esposa ha sido descrita como una mujer de gran encanto, pero parece que poco más se sabe de ella. En apariencia, estaba sorprendentemente pálido y demacrado, debido a su práctica de ayuno regular; su rostro blanco era aún más notable porque siempre usaba una peluca negra.

### Carrera
En junio de 1661 se convirtió en un caballero pensionado de Carlos II de Inglaterra. Fue un carismático defensor de la causa católica y se le atribuyen varias conversiones de alto perfil, incluido posiblemente el futuro Jaime II de Inglaterra, aunque los detalles de esa conversión están envueltos en un misterio, debido a la insistencia del rey en el secreto. Es más probable que fuera el jesuita Emmanuel Lobb quien recibió a Jaime en la Iglesia católica. En 1673, Jaime lo nombró secretario de su esposa, María de Módena, a pesar de las advertencias de varios sectores, incluido el propio Carlos II, de que no era un hombre de confianza.
La aprobación de la Test Act en el mismo año, que prohíbe a los católicos ocupar cargos públicos, ha sido descrita como un golpe demoledor a sus esperanzas de una carrera política importante, y lo condenó a una vida de "intrigas tras bambalinas", a menos que pudiera obtener una derogación de la Test Act. Esto explica sus repetidos esfuerzos para obtener la disolución del Parlamento Cavalier, aunque nadie más compartía su creencia de que un nuevo Parlamento estaría dispuesto a derogar la Test Act. Sus intrigas fueron tan mal juzgadas que llevaron al Parlamento Cavalier en su sesión final a aprobar una segunda y más estricta Test Act, mientras que el próximo Parlamento, elegido después de la muerte de Colman fue, bastante contrariamente a sus predicciones, incluso más hostil al catolicismo que su predecesor.
Visitó Bruselas con la esperanza de obtener el apoyo del nuncio papal allí para un plan para aumentar la tolerancia de los católicos ingleses, pero no resultó nada. También visitó París sin un pase oficial, que luego se utilizó como prueba en su contra en su juicio en 1678. Posteriormente, estuvo en contacto con católicos de alto rango en Francia. A través de un oficial del ejército católico inglés estacionado en París, Sir William Throckmorton, transmitió información política al jesuita Jean Ferrier, confesor de Luis XIV de Francia. En 1675 ofreció sus servicios en favor del catolicismo a François de la Chaise, sucesor de Ferrier como confesor real; en 1676 estaba en comunicación con el padre Saint-Germain, ex confesor de la cuñada de Carlos II de Inglaterra, María de Módena, ofreciendo su ayuda para evitar una ruptura entre Inglaterra y Francia. Estos intentos fracasaron en la obtención de dinero, debido principalmente al escepticismo de Simon Arnauld, marqués de Pomponne, el ministro de Relaciones Exteriores de Luis XIV, que no confiaba en Colman, Throckmorton o incluso en el rey Carlos II, a quien ni siquiera creía que valiera la pena sobornar. Luis evidentemente compartía este punto de vista: como admitió Throckmorton, "él (Luis) tiene una opinión tan mezquina del rey Carlos y todos sus socios, que apenas cree que algo que hagamos valga dinero". Colman logró más tarde obtener 3500£ de tres embajadores franceses sucesivos, a quienes proporcionó información sobre los procedimientos del Parlamento.
Colman actuó independientemente de Carlos II de Inglaterra al tratar de obtener ayuda financiera francesa para reducir la dependencia del rey del parlamento anticatólico. Cuando Carlos finalmente consiguió el dinero, no fue a través de ninguno de los esfuerzos de Colman. Throckmorton había muerto en un duelo en la primavera de 1675: esto, tras la muerte de Ferrier el invierno anterior, privó a Colman de sus contactos más útiles en la corte francesa. Todavía estaba en contacto con el padre Saint-Germain, pero esta conexión no le hizo más que daño, ya que Saint-Germain, quien se había visto obligado a huir de Inglaterra después de supuestamente amenazar la vida de un ex sacerdote católico llamado de Luzancy, fue considerado como incluso más inestable y fanático que el propio Colman.
El Lord Alto Tesorero Thomas Osborne, conde de Danby, veía a Colman como una influencia peligrosa para Jaime, una opinión compartida por el Rey. Danby lo despidió en 1676 después de que se sorprendiera a Colman filtrando información naval en un boletín; según el Dictionary of National Biography y las investigaciones recientes, la destitución se produjo a instancias del obispo de Londres, Henry Compton, aunque Antonia Fraser señala que el propio rey había instado a su hermano en varias ocasiones a destituirlo. Edward continuó con deberes no oficiales para Jaime y es posible que haya desembolsado sobornos a los parlamentarios en nombre del embajador francés. En el verano de 1678 se enfrentó con el terrateniente galés John Arnold de Monmouthshire, vehementemente anticatólico, quien lo retó a duelo, alegando que Colman era responsable de que Arnold fuera destituido de su cargo como juez de paz (el despido fue de hecho resultado de una disputa local en Monmouthshire). El duelo nunca tuvo lugar. Arnold sin duda estaba encantado con la ruina y la muerte de Colman, pero no parece haber jugado ningún papel en su caída.

### La trama papista
Colman fue el blanco de Oates cuando este último presentó su fantasía, el complot papista, ante el rey y el Consejo Privado el 28 de septiembre de 1678. Oates no conocía a Colman personalmente: esto le causó algunos momentos incómodos en el juicio de Colman, donde tuvo grandes dificultades al explicar su falta de reconocimiento en la siguiente reunión del Consejo del 30 de septiembre. Sin embargo, Oates evidentemente había aprendido lo suficiente sobre Colman para darse cuenta de que era vulnerable a los ataques, debido a sus intrigas con la corte francesa, por inútiles que fueran. Según Oates, Colman se convertiría en secretario de estado tras la muerte de Carlos. Más tarde se supo que el magistrado, Sir Edmund Berry Godfrey, se había puesto en contacto con Colman, que era amigo suyo, poco después de la reunión y al día siguiente se registró la casa de Colman; se descubrieron cartas que cubrían sus tratos con Francia.
La orden de aprehensión se envió el domingo 29 de septiembre por la noche. Por sugerencia de Danby, los papeles de Colman debían ser buscados a fondo. William Bedloe llevó la orden de arresto de Colman y buscar sus papeles. Oates, en lo que parece haber sido una conjetura inspirada, ya había sugerido que si se abrían las cartas de Colman, en particular las cartas al padre La Chaise, contendrían material de traición, "que podría costarle el cuello". No está claro si esta fue su propia noción, o si se lo sugirió otra persona. Se encontraron papeles de Colman, algunos de fecha reciente en bolsas de papel; Las cartas incriminatorias de años anteriores estaban en una caja de ofertas, ligeramente clavada. El Gobierno expresó su sorpresa de que, después de varios días de advertencia, Colman no hubiera hecho ningún esfuerzo por ocultarlos correctamente: recientemente se había colocado un nuevo pavimento en la casa, aunque no está claro si se pretendía como escondite. Inexplicablemente, Colman continuó negando haber escrito las cartas durante varias semanas después de que fueron descubiertas. Es posible, como sugiere Kenyon, que después de un lapso de cuatro o cinco años en realidad se hubiera olvidado de escribirlas, o tal vez aún no se diera cuenta del peligro en el que lo ponían. Las cartas se llevaron, pero la esposa de Colman declaró que estar ausente, y para posterior vergüenza del Gobierno, persuadió a los buscadores de que le permitieran quedarse con varios paquetes de cartas que, según ella, eran personales. Su hermana sacó un baúl lleno de documentos de su casa una semana después, despertando más sospechas sobre la evidencia incriminatoria que ocultaba su hermano.
El lunes por la mañana se presentó voluntariamente y se ofreció al Secretario de Estado, Sir Joseph Williamson. Por la tarde fue escuchado ante Sir Robert Southwell y otros miembros del Consejo Privado, en presencia de Oates, quien no pudo reconocerlo. Hizo una defensa tan "voluble y justa", instando a su comparecencia voluntaria como prueba de su "inocencia de estas cosas viles", que el Consejo, exhausto por el largo día de trámites, decidió no ordenar su arresto. Solo estaba confiado al cuidado de un mensajero, y sus papeles no fueron revisados cuidadosamente hasta una semana después.
Los informantes parecían a punto de perder el crédito cuando la muerte de Sir Edmund Berry Godfrey revivió la decadente investigación. El 16 de octubre, Colman fue retirado del cuidado del mensajero y enviado a la prisión de Newgate. Incluso un escrutinio cuidadoso de sus cartas no reveló nada directamente relacionado con las acusaciones de Oates, pero el gobierno estaba horrorizado por la manera en que un funcionario menor se había comprometido en nombre de una potencia extranjera a alterar el gobierno de Inglaterra, mientras que ellos estaban naturalmente irritados por los retratos poco halagadores que Colman le había hecho a Luis XIV. El consejo legal a la Corona fue que algunas de las cartas eran claramente traicioneras. Kenyon argumenta que el Rey decidió hacer un ejemplo de Colman, para asegurar al público que la Corona permitiría que la ley siguiera su curso incluso contra los funcionarios de la Corte, y que estaba feliz de sacrificar a un hombre en quien siempre había desconfiado. Para el 10 de noviembre, Colman, tras haberle mostrado las cartas supuestamente traidoras, finalmente admitió haberlas escrito. El extraño optimismo (Kenyon lo atribuye a una natural frivolidad) que había mostrado hasta entonces finalmente lo abandonó: predijo acertadamente a la Cámara de los Lores que "he confesado aquello que me destruirá" (aunque muchos creyeron que continuó esperando en vano el perdón hasta el final).

### Pruebas
El Parlamento se había reunido de nuevo el 21 de octubre, en una atmósfera de histeria sin precedentes sobre la Conspiración. Siniestro para Colman, el simple grito de "¡Las cartas de Colman!" fue suficiente para causar revuelo en la Cámara de los Comunes. El Gobierno decidió que para apaciguar el deseo de sangre del público, era vital que algunos de los presuntos conspiradores fueran sacrificados lo antes posible. La primera víctima del complot fue William Staley, un joven banquero católico que supuestamente había jurado matar al rey (de hecho, la amenaza parece haber sido simplemente un comentario tonto pronunciado en una bebida). Staley fue ejecutado el 26 de noviembre de 1678, pero claramente la muerte de un laico católico desconocido no bastaría para apaciguar la ira del público, de hecho, en el juicio de Staley, la fiscalía tuvo algunas dificultades para explicar por qué él, a diferencia de los principales padres jesuitas, estaba en juicio en absoluto. El 10 de noviembre se le ofreció el indulto a Colman si hacía una confesión completa; se le advirtió que, de ser declarado culpable, sufriría con todo su horror la espantosa muerte prescrita para los traidores convictos. Colman se negó a confesar y se hicieron los preparativos para juzgarlo lo antes posible.
El sábado 23 de noviembre de 1678, Colman fue procesado por alta traición y el juicio se llevó a cabo el miércoles 27 en el bar King's Bench, ante el Lord Presidente del Tribunal Supremo William Scroggs y tres jueces menores. Scroggs era un firme creyente en el complot papista, y aunque le aseguró a Colman que recibiría un juicio justo, "no buscamos la sangre de nadie, sino sólo nuestra propia seguridad", no hay duda de que estaba decidido a obtener una condena por de cualquier manera.
Colman declaró que no había continuado la correspondencia más allá de 1674. Oates juró que había llevado una carta traicionera de Colman al rector de St. Omer, que contenía una respuesta sellada al padre La Chaise, con agradecimiento por las diez mil libras dadas por la propagación de la religión católica, y principalmente para aislar al Rey de Inglaterra. Luego siguieron detalles de la narrativa según Oates de las "consultas" con los jesuitas en mayo de 1678. Se habían hecho arreglos para asesinar al rey. "Esta resolución de los jesuitas fue comunicada al Sr. Colman en mi audiencia en Wild House (es decir, la Embajada de España en Londres)", dijo Oates. Entonces Oates habló de una consulta en agosto en el Savoy, con Colman presente, arreglando para envenenar a James Butler, duque de Ormonde y levantarse en rebelión. Se habían enviado cuatro rufianes irlandeses a Windsor, y se ordenó que un mensajero llevara 80 libras esterlinas por su pago, a quien Colman le dio una guinea. Se ofrecerían diez mil libras a sir George Wakeman, médico de la reina Catalina de Braganza, para envenenar al rey; Colman había visto y leído las instrucciones, las había copiado y enviado a otros conspiradores. Colman había sido nombrado secretario de Estado principal por comisión del padre D'Oliva (Giovanni Paolo Oliva), superior general de la Compañía de Jesús (desafortunadamente para Colman, el gobierno sabía que había mantenido correspondencia con Oliva y con la corte francesa). En el interrogatorio, Oates arrastró los pies y se excusó. En particular, no pudo explicar a satisfacción del Tribunal por qué no reconoció a Colman en la crucial reunión del Consejo del 30 de septiembre: los jueces no quedaron impresionados con sus alegaciones de que era tarde y estaba cansado. Bedloe fue examinado en relación con los paquetes de cartas de Colman al padre La Chaise en 1675, que Colman admitió haber enviado, y el dinero que Colman había recibido del gobierno francés para sobornar a miembros del Parlamento; de nuevo, Colman admitió haber recibido el dinero, pero insistió en que simplemente se lo había guardado en el bolsillo. Bedloe, allí como en ensayos posteriores, causó muy mala impresión. Scroggs, que nunca pudo resistir la tentación de intimidar a un testigo, ni siquiera a uno que compareciera para la Corona, les dio a Oates y Bedloe un momento de lo más desagradable en el estrado de los testigos, pero, consciente de la necesidad de obtener una condena, no fue tan lejos como para acusarlos de perjurio. En su resumen, se refirió brevemente a sus pruebas ("lo has oído"), pero no hizo ningún comentario, de una forma u otra, sobre su veracidad.
Para evitarle al duque de York cualquier vergüenza, la fiscalía no le dijo al jurado que Colman había estado alguna vez en su empleo, sino que se refirió vagamente a que Colman ocupaba un cargo público no especificado (aunque difícilmente pueden haber creído que el jurado desconocía su verdadero posición). Colman, en su defensa, podría haber alegado que había actuado durante todo el intercambio de correspondencia por orden expresa del duque. Claramente estuvo tentado a hacerlo, pero en el último momento parece haber sufrido una vacilación fatal (tal vez todavía esperaba un perdón), y se refugió en la evasión y comentarios ambiguos como "Posiblemente podría hacer uso del nombre del duque; es posible, dicen que lo hice". Scroggs, no sin razón, dijo: "tienes una manera tan fluida de fundir palabras que es una cosa molesta para un hombre recoger materia de ellas".
Habiendo sido certificada la constatación de las cartas y la escritura identificada como la de Colman, fueron puestas a prueba, y el fiscal general William Jones hizo mucho hincapié en ellas; demostraron el fuerte deseo de Colman de disolver el parlamento. Claramente había abogado por el soborno extranjero del rey para asegurar tal disolución, y usó algunas frases fuertes en cuanto a las esperanzas católicas de suprimir la herejía. Kenyon argumenta que se puede argumentar su culpabilidad, señalando similitudes entre el caso de Colman y el de Thomas Wentworth, primer conde de Strafford, ejecutado por traición por acto de agresor en 1640.

### Veredicto y ejecución
No hubo pruebas de ninguna conspiración por parte de Colman en un complot para el asesinato o una rebelión contra Carlos II de Inglaterra, excepto el testimonio perjuro de Oates y Bedloe. No obstante, el jurado, siguiendo las inconfundibles instrucciones de Scroggs en su resumen, declaró culpable a Colman. Scroggs respondió a sus solemnes declaraciones de inocencia: Sr. Colman, sus propios papeles son suficientes para condenarlo. A la mañana siguiente se dictó sentencia de muerte y confiscación de bienes, y el martes 3 de diciembre fue ejecutado, declarando su fe y su inocencia. Algunos espectadores pensaron que esperaba un indulto, incluso al final, pero no llegó.

## Anillo
Un anillo de oro, que se cree que es de Colman, fue encontrado en las orillas del lago Lomond en 2017 por un detectorista.